# Tour della nazionale maschile di rugby a 15 delle Figi 1967
Nel 1967 la nazionale figiana di "rugby a 15" si reca in tour nelle Isole Tonga. Prima e dopo però disputa alcuni match in patria.

## Risultati
Sistema di punteggio: meta = 3 punti, Trasformazione=2 punti. Punizione e calcio da mark= 3 punti. drop = 3 punti. 
| Suva 22 giugno 1967 | Fiji Army | 15 – 35 | Figi XV |  |

| Suva 24 giugno 1967 | Suva | 21 – 12 | Figi XV |  |

| Nuku'alofa 1º luglio 1967 | Tonga Country | 12 – 6 | Figi XV |  |

| Nuku'alofa 4 luglio 1967 | Tonga Northern District | 0 – 33 | Figi XV |  |

| Arbitro: | Rosie |

| |            | |
| mete: Helu c.p.: Iongi | Marcatori  | c.p.: Tubualevu 6 |
| 15 Samiuela Tatafu 14 Kei Iongi, 11anuve Faka'ua 13 Etuini Kelemeni, 12 Tali Latukefu (c) 10 Tuilipe Mapa, 9 Talitaufa Helu 8 Siaosi Selupe, 7 Kimpu Inoke, 6 Tevita Leger 5 Sione Tavo, 4 Fetu'ulele 3 Kalisi Moala, 2 Viliami Pahulu, 1 Taniela Finau | Formazioni | 15 Inoke Tabualevu 14 Kiniviliame Nalatu, 11 Amenatave Gutugutuwai 13 Vilaime Waka, 12 Samu Naqelevuki 10 Josateki Nasova (c), 9 Sakopo Vodivodi 8 Sela Toga, 7 Sakiasi Ose, 6 Setareki Tamanivalu 5 Jope Snr. Naucabalavu Snr., 4 Nasivi Ravouvou 3 Moritikei Nabuta, 2 Suliasi Cavu, 1 Sevaro Walisoliso |

| Nuku'alofa 11 luglio 1967 | Tonga Town XV | 18 – 8 | Figi XV |  |

| Arbitro: | Rosie |

| |            | |
| mete: Hafoka c.p.: Pahulu | Marcatori  | c.p.: Tabualevu 2 |
| 15 Kalani Hafoka 14 Kei Iongi, 11anuve Faka'ua 13 Etuini Kelemeni, 12 Tali Latukefu (c) 10 Tuilipe Mapa, 9 Freddie Muller 8 Siaosi Selupe, 7 Kimpu Inoke, 6 Sione Kava 5 Sione Tavo, 4 Sione Motuliki 3 Kalisi Moala, 2 Viliami Pahulu, 1 Viliami Hosea | Formazioni | 15 Inoke Tabualevu 14 Vilaime Waka, 11 Josateki Nasova (c) 13 Kiniviliame Nalatu, 12 Samu Naqelevuki 10 Jone Raikuna, 9 Sakopo Vodivodi 8 Sela Toga, 7 Setareki Tamanivalu, 6 Vereniki Nalio 5 Jope Snr. Naucabalavu Snr., 4 Nasivi Ravouvou 3 Apenisa Tokairavua, 2 Maika Vakatawabai, 1 Sevaro Walisoliso |

| Nuku'alofa 18 luglio 1967 | Tonga Colts | 3 – 17 | Figi XV |  |

| Arbitro: | Rosie |

| |            | |
| c.p.: Pahulu 2 | Marcatori  | mete: Tabualevu c.p.: Vodivodi Drop: Nasova |
| 15 Kalani Hafoka 14 Kei Iongi, 11anuve Faka'ua 13 Etuini Kelemeni, 12 Tali Latukefu (c) 10 Tali Kavapalu, 9 Talitaufa Helu 8 Viliami Alipate, 7 Tevita Leger, 6 Kimpu Inoke 5 Telanisi, 4 George Selupe 3 Viliami Hosea, 2 Viliami Pahulu, 1 Sione Tavo | Formazioni | 15 Inoke Tabualevu 14 Asaeli Batibasaga, 11 Josateki Nasova 13 Waisea Tubu, 12 Vilaime Waka 10 Jone Raikuna, 9 Sakopo Vodivodi 8 Joeli Naucabalavu, 7 Sela Toga, 6 Jope Snr. Naucabalavu Snr. 5 Nasivi Ravouvou, 4 Setareki Tamanivalu 3 Moritikei Nabuta, 2 Suliasi Cavu (c), 1 Sevaro Walisoliso |

| Suva 24 luglio 1967 | Suva | 9 – 19 | Figi XV |  |